# フランボワイヤン様式

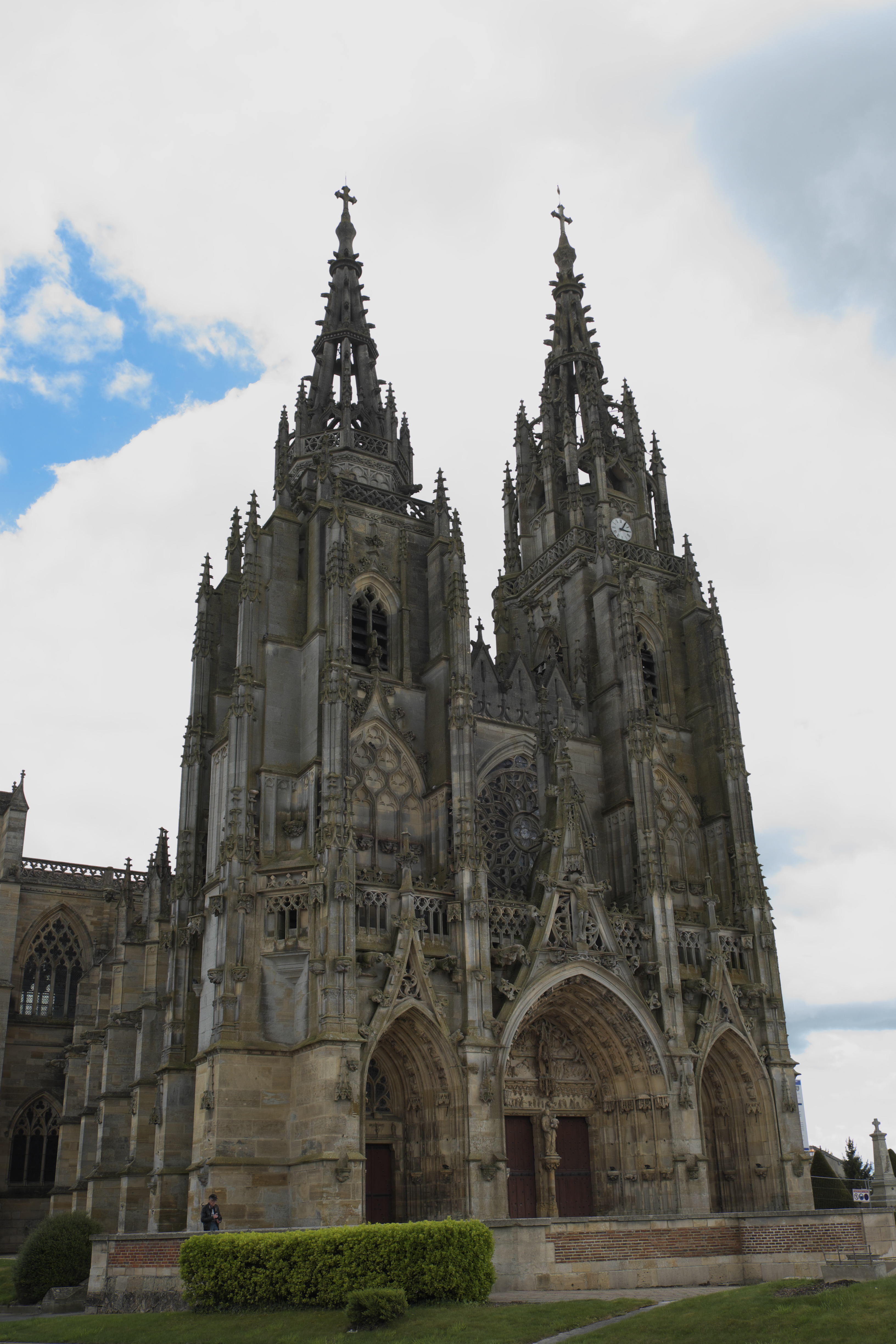
レピーヌのノートルダム寺院(1405年–1527年)西面

フランボワイヤン様式（フランス語: Flamboyant）は、1375年ごろから16世紀中期まで、中世後期からルネサンス期のヨーロッパで発展した後期ゴシック建築の一様式である。

## 概要
フランボワイヤン様式は、この様式の語源となった、火焔（flamboyant）のようなかたちをした二重カーブのバー・トレーサリー、ヴォールトにおけるアーチ型の装飾リブと、アコレードとよばれる装飾アーチの多用に特徴づけられる。フランボワイヤン式の目立つ特徴である、火焔のようなトレーサリーのリブは、それ以前の様式であるレイヨナン式の曲線的なトレーサリーの影響を受けている。非常に高く、幅の狭い尖頭アーチと破風、とりわけ二重カーブの葱花アーチも、この様式の建物で一般に見られる。ヨーロッパのほとんどの地域で、フランボワイヤン式のような後期ゴシック様式は、レイヨナン式をはじめとするそれ以前の様式に取って代わった。
この様式は特に大陸ヨーロッパで好まれた。15世紀から16世紀にかけて、フランス王国、カスティーリャ同君連合、ミラノ公国および中央ヨーロッパ諸国の建築家と石工は理論書やドローイング、旅行などを通して専門知識を交換し、フランボワイヤン式の装飾とデザインをヨーロッパ全土に広めた。著名なフランボワイヤン式の例としてはサント・シャペル（1485年–1498年）の西側バラ窓、ルーアンのサン＝マクルー教会（1500年–1514年）西側ポーチ、トロワ大聖堂（16世紀初期）西面などがある。また、非常に初期の例としては、ヨーク・ミンスター（1338年–1339年）の西側大窓がある。ほかの例としては、ブルゴス大聖堂（1482年–1494年）の元帥の礼拝堂、レピーヌのノートルダム寺院、シャルトル大聖堂北側尖塔、セゴビア大聖堂(1525年–)がある。
後期ゴシック様式は、ペトル・パルレーシュの手がけたプラハの聖ヴィート大聖堂（1334年–）の建設をもって中央ヨーロッパに持ち込まれる。この聖堂の形式、すなわち豊麗で変化に富むトレーサリーと複雑な網目模様をなすリブ・ヴォールトは、大陸ヨーロッパの後期ゴシックに広く用いられ、聖堂参事会教会や聖堂、それに匹敵する規模と壮麗さをもつ都市の教区教会に模倣された。葱花アーチの利用もなかんずく一般的だった。
「フランボワイヤン式」という言葉は1843年に、フランスの芸術家であるユスターシュ＝ヤサント・ラングロワ（1777年–1837年）が最初に、その後、1851年にイギリスの歴史家であるエドワード・オーガスタス・フリーマンが用いた。建築史においては、フランボワイヤン式は14世紀晩期にあらわれ、レイヨナン式の次の段階にあたるフランスのゴシック建築の最終段階であり、16世紀初期にルネサンス建築が発展するまで優位にあったと考えられている。